# Troposcatter
Troposcatter er en langvejs kommunikationsforbindelse på op til 300 km. Denne radioudbredelsesmetode anvender troposfærisk spredningsfænomenet, hvor radiobølger ved specifikke frekvenser spredes tilfældigt når de passerer gennem de øvre lag af troposfæren. Radiosignaler transmitteres i tæt stråle rettet mod tropopausen, midtvejs mellem sender og modtager stederne; så signalerne her passerer gennem troposfæren, hvor de spredes og kan så modtages af modtagerstationen.

Troposcatter anvender frekvenser på omkring 2 GHz.
Troposacatter forbindelserne er nu sjældne. Nu benyttes satellitforbindelser.
ACE High var et NATO Troposcatter system. Det gik fra Norge via Torphøj ved Give til Tyskland.